# Bay 2
Bay 2 est un centre commercial français situé à Collégien,, en Seine-et-Marne. Ouvert le 19 février 2003, ce centre opéré par Carmila compte 110 boutiques, la locomotive étant sous enseigne Carrefour.

## Histoire
À l'origine du projet se trouve la volonté de déplacer sur le territoire de la commune voisine le centre commercial sous enseigne Carrefour à Torcy, dont le terrain est mal desservi et trop petit, avec seulement 16 000 m2 de surface de vente. Bay 2 est finalement conçu comme complémentaire de Bay 1.
La construction est conduite via une convention signée entre le promoteur et la fédération du bâtiment et des travaux publics de Seine-et-Marne. Elle a lieu sur un ancien champ de blé.
Le centre commercial ouvre le 19 février 2003.
Carmila a racheté l'ensemble du centre commercial en 2015,.
Fermé par la pandémie de Covid-19, Bay 2 accueille à sa réouverture six nouvelles enseignes. Quelques mois plus tard, un centre de vaccination éphémère s'y installe.

## Géographie
Le centre se trouve à Collégien au croisement des autoroutes A4 et A104. Il est desservi par une gare du réseau express régional d'Île-de-France.
En 2017, la zone de chalandise était comprise entre Claye-Souilly, Nanteuil-lès-Meaux, Ozoir-la-Ferrière et Saint-Maur-des-Fossés, la clientèle de cette dernière commune provenant de l'ouest via l'autoroute A4.
Quatre salariés sur cinq proviennent de la zone d'implantation du centre, par exemple de Bussy-Saint-Martin ou Torcy.

## Architecture

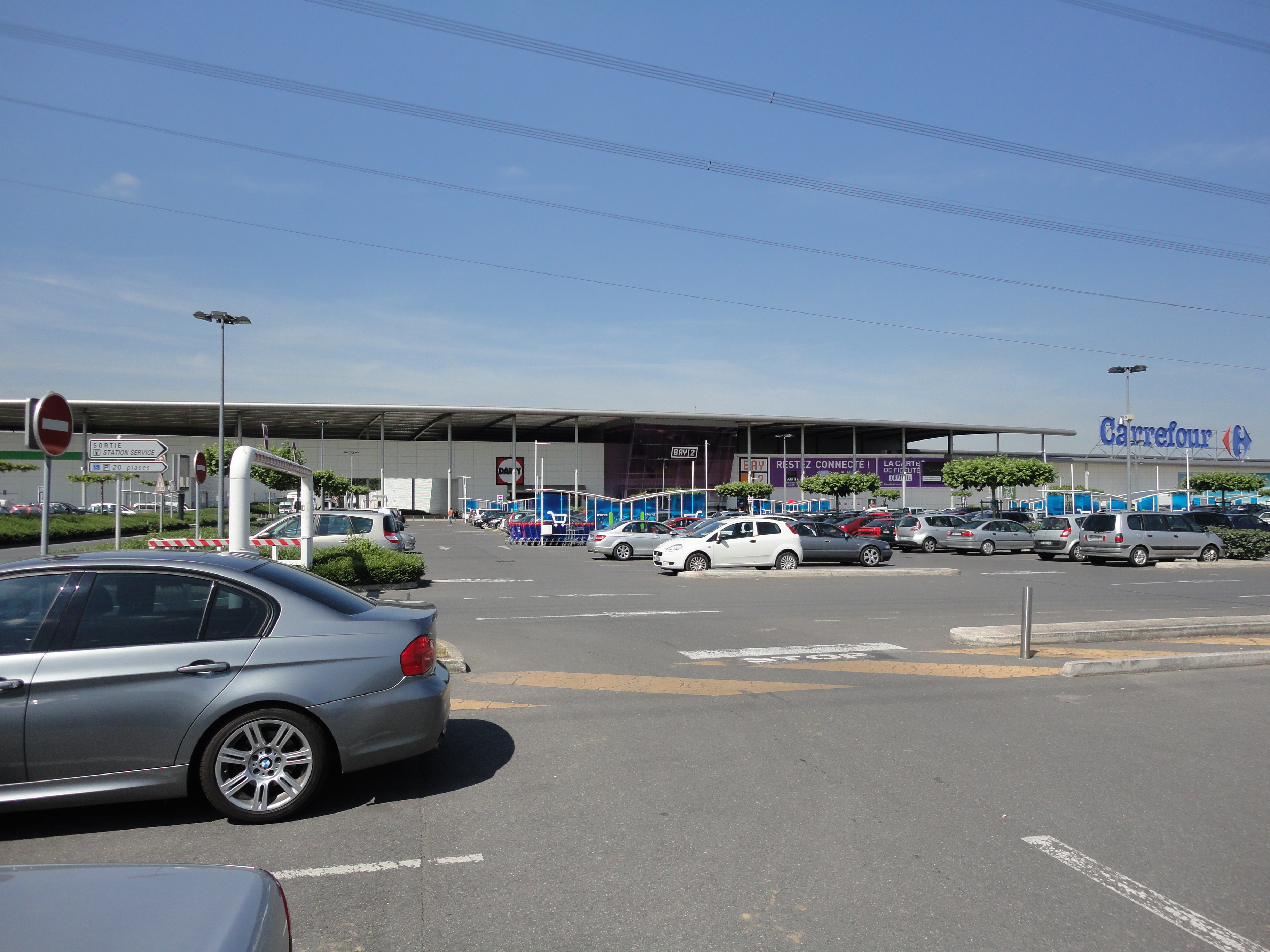
Le parking en 2012.

Au moment de son ouverture, le centre commercial compte 68 000 m2. Il présente une structure en forme d'aile d'avion qui abrite 600 m de façade.
Le centre commercial compte à présent 110 boutiques pour une superficie de 21 377 m2. La surface de vente est de 14 858 m2.
Le centre dispose d'un parc de stationnement de 4 000 places.

## Économie

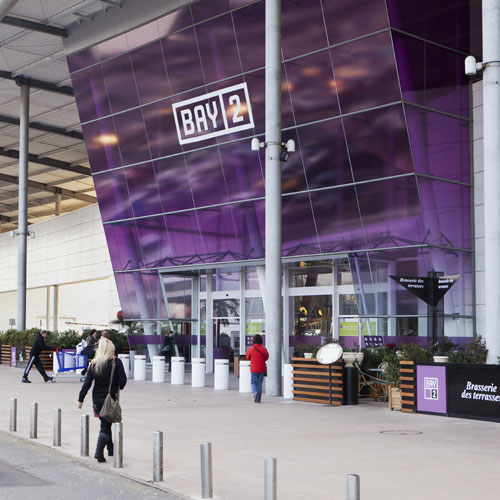
Des clients convergeant vers l'entrée du centre commercial en 2012.

En 2017, le centre recevait sept millions de visiteurs par an. Carmila indique désormais une fréquentation annuelle réduite à six millions de personnes.
Le chiffre d'affaires de Bay 2 était en 2017, en excluant celui de l'hypermarché, de 100 millions d'euros par an. Une part de 20 à 30 % de celui-ci était réalisée pendant la période des fêtes de fin d'année, la fréquentation étant alors particulièrement soutenue. Ainsi, la seule journée du 23 novembre 2017, le centre a accueilli plus de 40 000 visiteurs.
En 2017, le centre regroupait 1 400 emplois, Carrefour a lui seul en générant 400.

### Enseignes

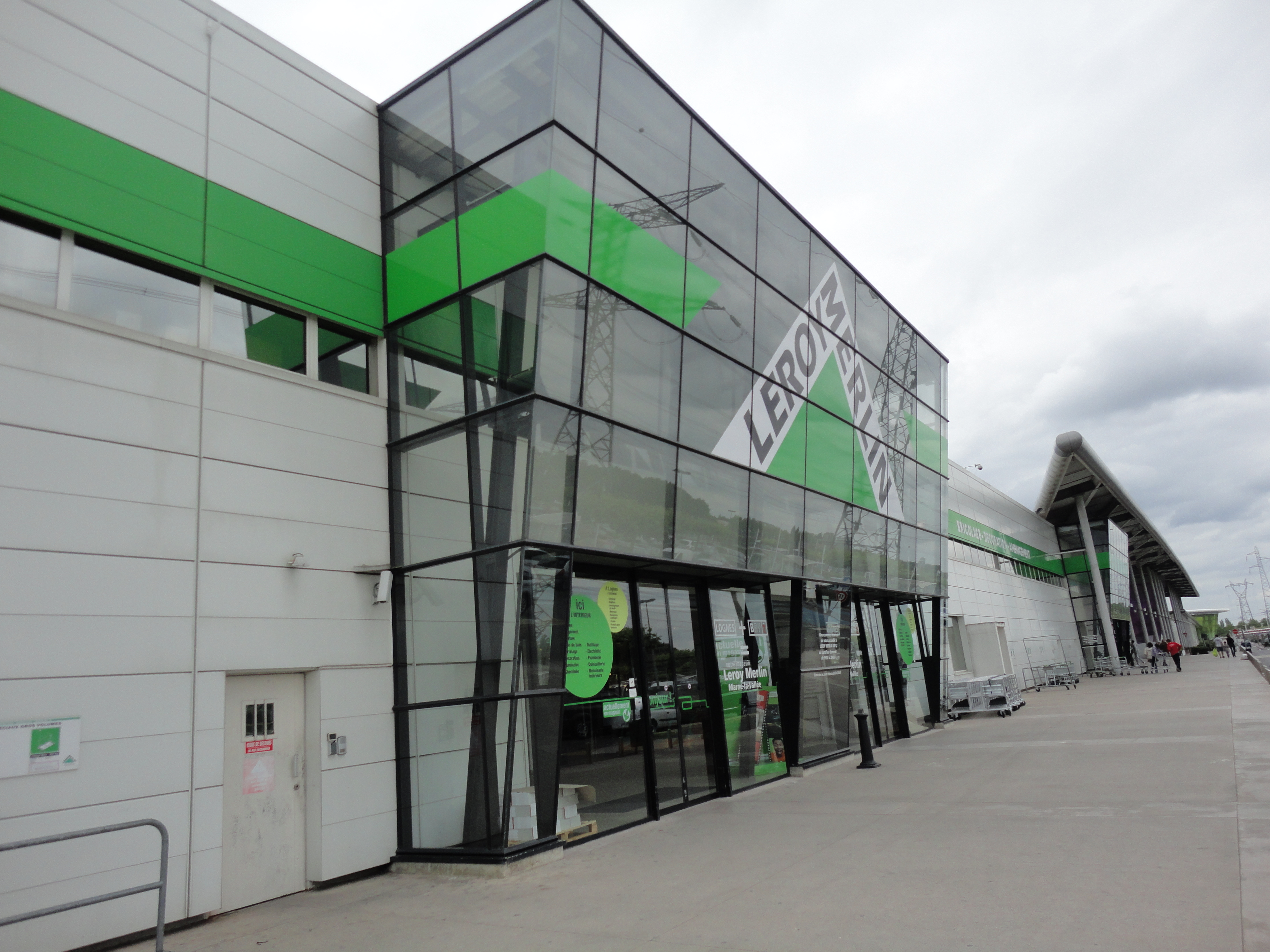
L'enseigne Leroy Merlin au centre commercial Bay 2.

Parmi les différentes enseignes présentes au centre, outre Carrefour, on compte Basic-Fit, Darty, Leroy Merlin, Normal ou Sephora. Burger King est présent depuis 2016. Le restaurant de Bay 2 est le vingt-cinquième de l'enseigne en Île-de-France.
Lors du lancement, les enseignes Burton, Virgin et H&M étaient également présentes.
Un centre dentaire de 300 m2 a ouvert à Bay 2 en janvier 2022.